# Ivan Belle
Ivan Belle (tudi Bele), slovenski sadjarski  in vinogradniški strokovnjak, * 14. maj 1867, Kostanjevica na Krki, † 30. maj 1924, Gradec.

## Življenje in delo
Leta 1887 je končal Višjo sadjarsko-vinogradniško šolo v avstrijskem Klosterneuburgu. Kot uradni avstrijski izvedenec za obnovo vinogradov je v letih 1887–1888 služboval v Bolgariji, nato je v letih 1891−1909 deloval kot potujoči učitelj, predavatelj in kletarski nadzornik v Mariboru ter bil nazadnje vodja izgradnje objektov in ravnatelj prve kmetijske šole na Štajerskem v Šentjurju (1909–24). Strokovne članke je objavljal v nemških, slovenskih in srbskih časopisih. S knjižnimi deli pisanimi v nemščini in slovenščini je pospeševal sadjarstvo in vinogradništvo, pripomogel k obnovi vinogradov in vplival na organizacijo vinske trgovine. Bil je soustanovitelj in v letih 1919−21 prvi predsednik Sadjarskega društva Slovenije.